# José Rodrigues dos Santos
José Rodrigues dos Santos (Beira, 1 de abril de 1964) es un periodista y escritor portugués. Desde 1991 ha presentado Telejornal, el informativo central de la radiotelevisión pública de Portugal (RTP).

## Biografía
Rodrigues dos Santos es el mayor de dos hijos de una familia asentada en el África Oriental Portuguesa (actual Mozambique), cuando las colonias africanas formaban parte del Imperio portugués. Parte de su infancia transcurrió en plena guerra colonial portuguesa; aunque había nacido en Beira, a los pocos meses sus padres se mudaron a la ciudad de Tete.
Después de que Mozambique se independizara en 1975 y estallara otra guerra civil, toda la familia, al igual que gran parte de la población de origen portugués, tuvo que emigrar a Portugal, siendo conocidos como retornados, es decir, portugueses que dejaban las colonias y volvían a la metrópoli. Una vez en Portugal, la familia se asentó en Lisboa, aunque debido al divorcio de sus padres, Dos Santos se mudó con su padre primero a Penafiel y después a Macao, donde se inició en el periodismo dentro de la radio pública local. En 1983 regresó al Portugal continental para matricularse en Ciencias de la Comunicación por la Universidad Nueva de Lisboa, con una maestría sobre periodismo de guerra. A raíz de sus distintos trabajos como periodista y escritor, formó parte del Servicio Mundial de la BBC entre 1987 y 1990.
En enero de 1991 fue contratado por Radio y Televisión de Portugal (RTP), en un primer momento para presentar el informativo de la madrugada. No obstante, su cobertura de la Guerra del Golfo llevó a que ese mismo año fuera ascendido al Telejornal, el informativo central de RTP, que ha presentado sin interrupciones desde entonces. Entre 1993 y 2002 llegó a compaginarlo con colaboraciones permanentes en CNN.
Dos Santos también es conocido por su obra narrativa. Desde 2002 ha publicado libros de historia y una saga superventas de novelas protagonizada por Tomas Noronha, experto en criptología. Además es profesor en la Universidad Nueva de Lisboa.